# کارلوس اسپینولا (قایق‌ران)
کارلوس اسپینولا (اسپانیایی: Carlos Espínola‎؛ زادهٔ ۵ اکتبر ۱۹۷۱) قایقران قایق بادبانی و سیاست‌مدار اهل آرژانتین است.